# Scoparia tyrophanta
Scoparia tyrophanta là một loài bướm đêm trong họ Crambidae.